# Kevin Hooge
Kevin Hooge (1983) is een Belgisch acteur en theatermaker. Hij werd bekend door zijn rol als Rikki in de televisieserie Lili en Marleen op VTM, waarin hij van 1998 tot 1999 te zien was als een jongen van 13 à 14 jaar die allerlei kattenkwaad uithaalde. In de reeks speelde hij de zoon van Nieke (Christel Domen) en Stavros (Bob Snijers) en de kleinzoon van Rik (Frank Aendenboom) in café De Lichttoren.
Sinds 2005 is Hooge verbonden aan het Noordteater in Antwerpen. Hij had daarnaast gastrollen in televisieseries zoals Ella (2011), SOS 112 en Familie, en verscheen in onder meer een reclamecampagne voor TMF. Op het toneel speelde hij in diverse Antwerpse producties, waaronder Sjakie en de Chocoladefabriek (regie: Steven De Lelie), Junglebook, Oliver Twist (als Oliver) en De Golf, naast tal van andere stukken.
Hooge is de broer van Cliff Hooge, een internationaal gerenommeerd vuurwerkmaker die meerdere prijzen heeft gewonnen. Na tien jaar verbonden te zijn geweest aan KV Speeltheater, richtte hij in 2012 zijn eigen theatergezelschap op, waarvan hij de zakelijke leiding heeft.